# Ferrovia Cecina-Volterra
La ferrovia Cecina-Volterra è una linea ferroviaria della Toscana tra le stazioni di Cecina a Saline di Volterra che collega l'alta Val di Cecina con la linea costiera tirrenica.

## Storia

### Realizzazione
La costruzione della ferrovia Cecina-Volterra ebbe inizio nel 1860, quando il Governo provvisorio della Toscana, appena sostituitosi al Granducato di Toscana, con decreto dell'8 marzo 1860 decise la costruzione in simultanea della ferrovia Maremmana e di un tronco ferroviario che dalla stessa, all'altezza della stazione di Cecina, si diramasse in direzione di Saline di Volterra. Tale diramazione sarebbe stata in seguito allungata fino ad allacciarsi ad un'altra strada ferrata: l'anno successivo un'apposita commissione nominata dal Governatore Generale delle Province Toscane avrebbe stabilito se fosse più opportuno congiungere il binario con la ferrovia Leopolda, presso la stazione di Pontedera, oppure con la ferrovia Centrale Toscana, presso la stazione di Poggibonsi.

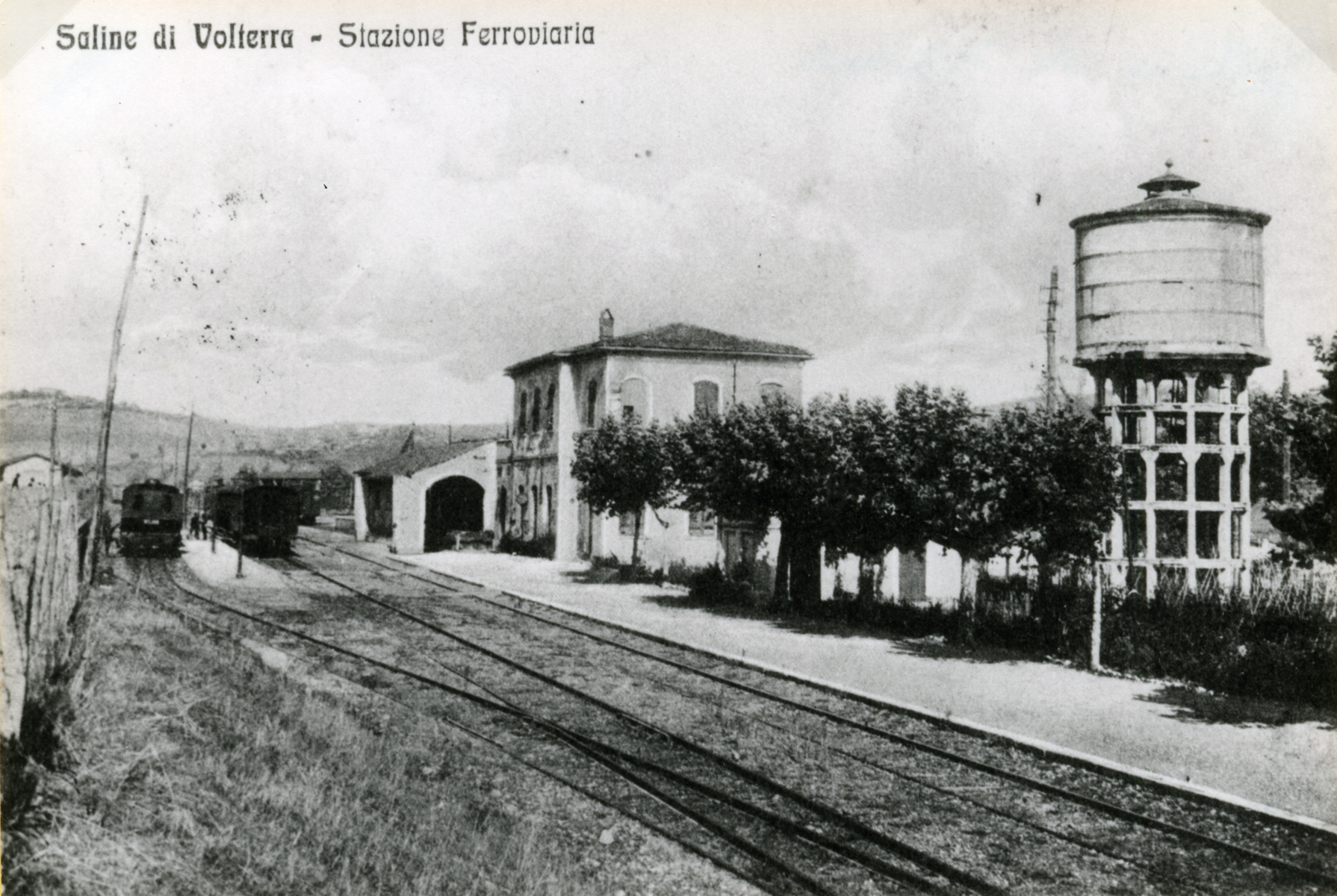
La stazione di Saline di Volterra negli anni trenta. Sul 3º binario, quello più a sinistra, si nota una locomotiva 980 e sul 2° una carrozza. Sulla destra la torre dell'acqua, in seguito demolita

La ferrovia Maremmana e la ferrovia Cecina-Volterra furono inaugurate contemporaneamente il 20 ottobre 1863, entrambe gestite dalla Società Anonima delle Strade Ferrate Livornesi. Cessata l'autonomia della Toscana e costituitosi il Regno d'Italia, i problemi relativi alla costruzione delle linee ferroviarie regionali e provinciali vennero delegati all'iniziativa delle amministrazioni locali, che però non sempre riuscivano a mettersi d'accordo a causa del prevalere di interessi unilaterali e rivalità campanilistiche. I tentativi di trovare un compromesso circa il percorso da seguire nel proseguimento della ferrovia Cecina-Volterra sfociarono in agitate riunioni, vivaci comizi e iniziative di ogni genere, in un continuo accavallarsi di proposte e progetti più o meno validi tecnicamente, che però non si concretizzarono a causa delle diverse pretese e degli opposti interessi dei comuni interessati.
In questa situazione spiccò inoltre l'intransigente ma giustificata aspirazione degli abitanti di Volterra ad ottenere un tragitto che corresse il più vicino possibile alla città, affinché questa non rimanesse isolata e tagliata fuori dai vantaggi che la ferrovia avrebbe apportato alla zona qualora da Saline non si fosse avvicinata al centro di Volterra. Alla fine, nessuno dei ben nove progetti studiati e presentati tra il 1863 e il 1907 e finalizzati a collegare Saline di Volterra a Poggibonsi ebbe seguito, nonostante l'orografia del territorio non fosse eccessivamente impegnativa; non ebbero maggiore fortuna i tre progetti di collegamento tra Saline e Pontedera seguendo il percorso del fiume Era.
Il mancato proseguimento pregiudicò da subito le potenzialità della ferrovia, che non riuscì mai ad espandere il suo ambito locale pur conoscendo un periodo di fiorente traffico di merci, a partire dagli anni Novanta del XIX secolo. Le merci trasportate erano legate all'attività mineraria e industriale della zona e comprendevano lignite, rame, salgemma, alabastro, boro e derivati, oltre a legname, carbone, concimi chimici, collettame e masserizie varie. Unica novità degna di nota fu l'apertura, nel 1872, di una linea ferroviaria a servizio della miniera di lignite di Monterufoli, che si distaccava dalla ferrovia Cecina-Volterra presso la stazione di Casino di Terra. Tale ferrovia venne poi chiusa e smantellata nel 1928.

### Sviluppi
Agli inizi del XX secolo si tornò a parlare di proseguire la linea verso la ferrovia Centrale Toscana, ipotizzando di allacciare il binario alla ferrovia Poggibonsi-Colle Val d'Elsa. L'opinione pubblica si divise tra i sostenitori di una linea passante per Casole d'Elsa e i propugnatori di una linea passante per San Gimignano; per entrambi i tracciati furono redatti diversi progetti. Con il passare del tempo, tuttavia, l'interesse nella realizzazione della tratta Saline-Colle Val d'Elsa decadde a causa della progressiva contrazione del traffico locale, che fece ritenere non più giustificabili gli investimenti necessari. Fu invece approvata la realizzazione della linea Lucca-Pontedera-Saline, che venne inaugurata nell'ottobre 1928 solo nella tratta Lucca-Pontedera; i lavori di realizzazione del restante tratto non furono mai avviati.
L'amministrazione di Volterra, esasperata dall'attesa e ritenendo non più procrastinabile il prolungamento della linea in direzione del centro abitato, valutando la stazione di Saline troppo lontana, si attivò per finanziare un collegamento diretto tra la ferrovia ed il centro storico della città. Grazie all'interessamento del principe Piero Ginori Conti, il Comune di Volterra reperì i fondi necessari tramite un mutuo cinquantennale contratto con la Cassa Depositi e Prestiti per un ammontare di 1.300.000 lire, garantito dalle disponibilità ordinarie del bilancio comunale e dalle sovvenzioni statali e provinciali per un totale di 5.000 lire annue al chilometro a costruzione ultimata.

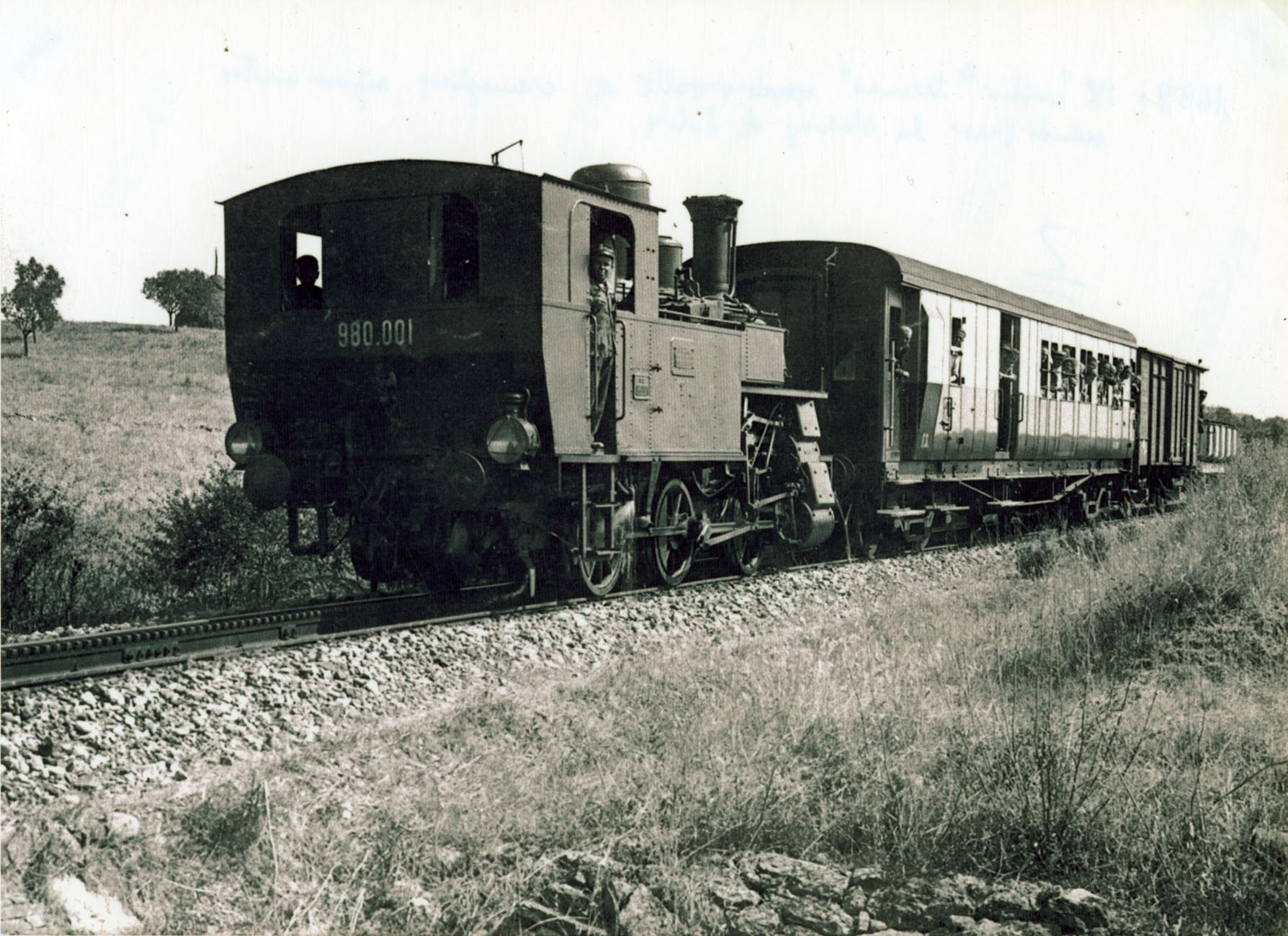
Per regolamento, la locomotiva veniva posizionata sempre in coda, in direzione di Cecina, con il muso rivolto a monte, verso Volterra, indipendentemente dal senso di marcia del treno. Questo assumeva così un'inusuale composizione, con la locomotiva sempre che in salita spingeva il convoglio e in discesa lo frenava. Giunto al regresso antecedente la stazione di Volterra, il treno si arrestava e invertiva il senso di marcia per accedere allo scalo ferroviario volterrano, con la locomotiva che trainava il convoglio

I lavori di allungamento della ferrovia in direzione di Volterra iniziarono nell'estate del 1909. Data la difficile orografia del territorio circostante alla città, la quale sorge a oltre 500 metri s.l.m., si decise di adottare sulla linea un sistema a cremagliera pur mantenendo lo scartamento ordinario. La tratta Saline-Volterra raggiunse una lunghezza complessiva di 8.464,95 metri, così suddivisi a partire dal fabbricato viaggiatori di Saline: 3.590,44 metri ad aderenza naturale con pendenza massima del 25‰; 3.719,26 metri ad aderenza artificiale con pendenza costante del 100‰; 1.035,25 metri ad aderenza naturale con pendenza nulla, a cui vanno aggiunti i 120 metri dell'asta di manovra del regresso. La costituzione di un regresso si rese inevitabile per ovviare all'impossibilità di realizzare una curva all'ingresso nella stazione di Volterra, che avrebbe dovuto avere un raggio inferiore a 100 m, incompatibile con lo scartamento ordinario.
Il progetto esecutivo della tratta fu redatto dall'ingegnere Pietro Lanino, vicepresidente del Collegio Ingegneri Ferroviari Italiani; il progetto subì in seguito delle modifiche introdotte dalla Direzione Generale delle Ferrovie dello Stato per risolvere alcuni problemi di stabilità del terreno. La direzione dei lavori fu affidata all'ingegnere Filippo Allegri, capo dell'Ufficio Tecnico del Comune di Volterra. La costruzione delle infrastrutture e della sede ferroviaria fu commissionata alla ditta torinese Magnani, mentre l'armamento fu realizzato dalla parmense Callegari, che utilizzò rotaie Vignoles RA-36S nei tratti ordinari e rotaie Vignoles RA-36D nel tratto a cremagliera, che si avvaleva del sistema Strub con barre dentate da 25 kg/m fornite dalle Officine Roll di Berna. Sulla linea furono costruite quattro case cantoniere, tre delle quali lungo il tragitto e una in corrispondenza del regresso. Per la trazione sulla linea vennero impiegate locomotive del gruppo 980, appositamente costruite dalla ditta svizzera SLM di Winterthur. Queste locomotive consentivano di formare treni dalla portata utile di 70 tonnellate e potevano percorrere il tratto di maggior pendenza a una velocità massima di 15 km/h. Il materiale rotabile rimorchiato fu inizialmente composto da carrozze ordinarie, le quali una volta giunte a Saline venivano agganciate a un'altra locomotiva prima di procedere verso Volterra, mentre nel 1921 vennero adottate carrozze a carrelli CDUz/BCDUz "tipo 1921", munite di ruota dentata e di freni a mano e pneumatici, più sicure delle precedenti ma che richiedevano un trasbordo dei passeggeri alla stazione di Saline.
La progressiva chilometrica della ferrovia Cecina-Volterra, essendo questa una diramazione della ferrovia Tirrenica, fu calcolata considerando come punto di origine il fabbricato viaggiatori della stazione di Roma Termini. La progressiva partiva dunque dal km 281+592 a partire dalla stazione di Cecina e, passando per il km 311+073,90 dello scalo di Saline (a quota 72 metri s.l.m.), terminava al km 319+121,10 della stazione di Volterra (posta a 500 metri s.l.m.). L'inaugurazione della tratta Saline-Volterra avvenne domenica 15 settembre 1912 e negli anni successivi la relazione Volterra-Cecina-Pisa fu molto frequentata, data l'assenza di servizi stradali alternativi alla ferrovia.
Il tronco Saline-Volterra rispose appieno alle aspettative in esso riposte da chi ne chiedeva la realizzazione: riscossero un notevole successo sia il traffico passeggeri che quello merci, quest'ultimo espletato con due corse giornaliere integrate all'occorrenza da un vagone merci che veniva agganciato al treno passeggeri. Le merci che giungevano a Volterra consistevano in blocchi di alabastro, concimi chimici, carbone, legname, masserizie in trasloco e collettame vario. Spesso il treno trasportava anche il "vagone cellulare" adibito al trasporto dei detenuti presso il carcere di Volterra; il 22 ottobre 1925, il treno trasportò una carrozza reale in occasione della visita del re Vittorio Emanuele III a Volterra per l'inaugurazione dell'Ara Votiva e del Parco della Rimembranza.

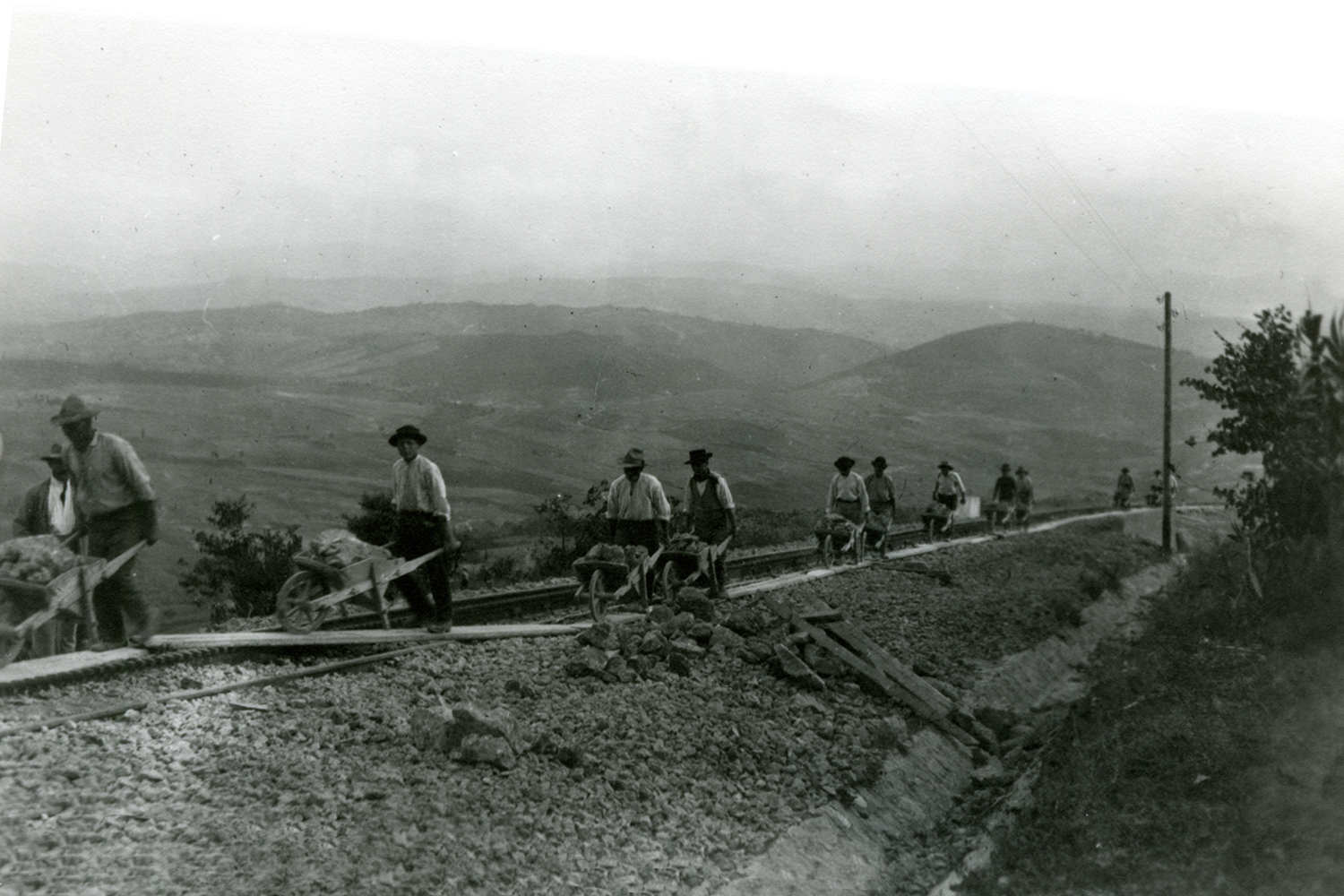
1912 - Alcuni operai al lavoro nella costruzione del tratto Saline-Volterra
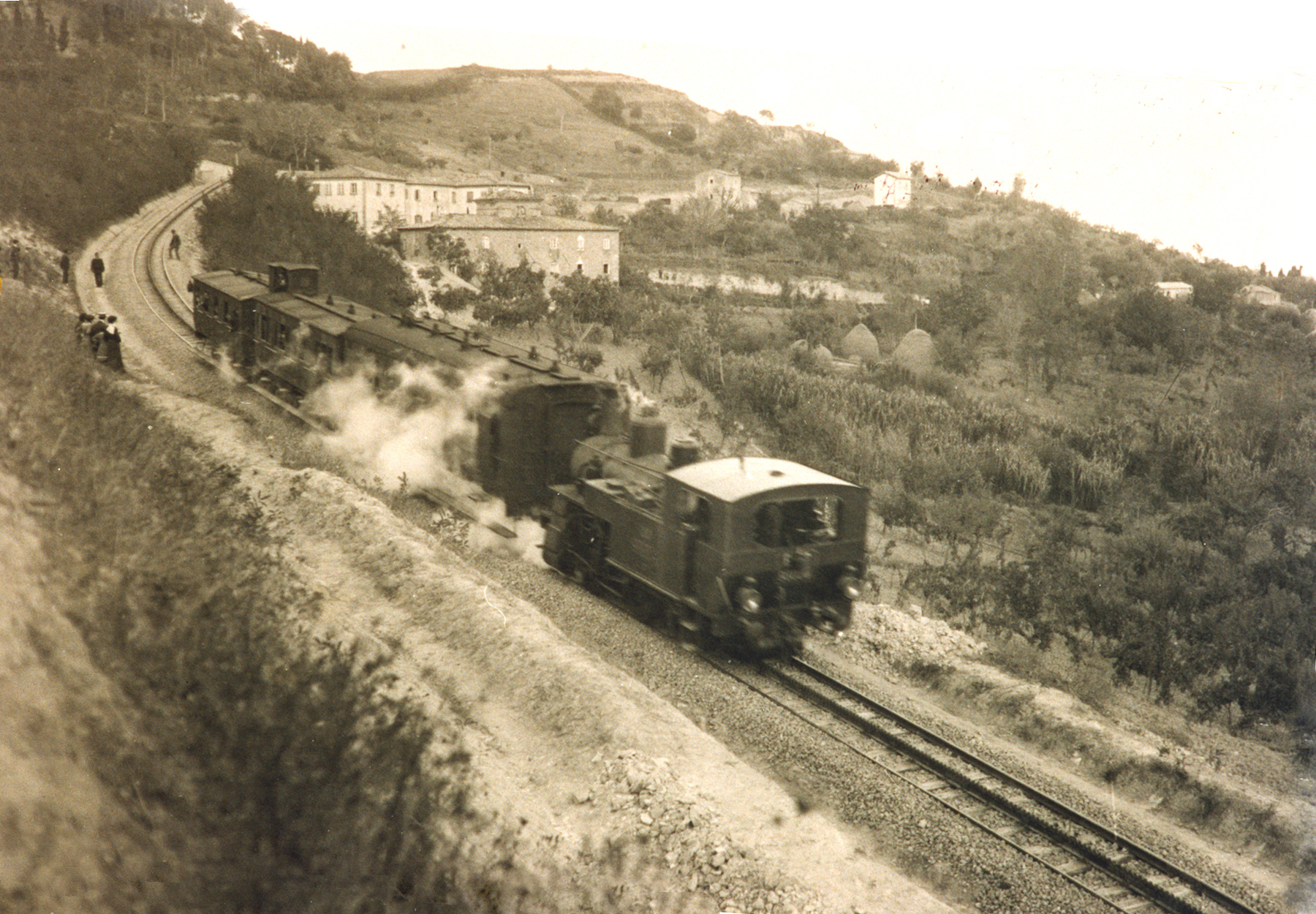
1912 circa - Uno dei primi convogli in transito sulla tratta a cremagliera della ferrovia
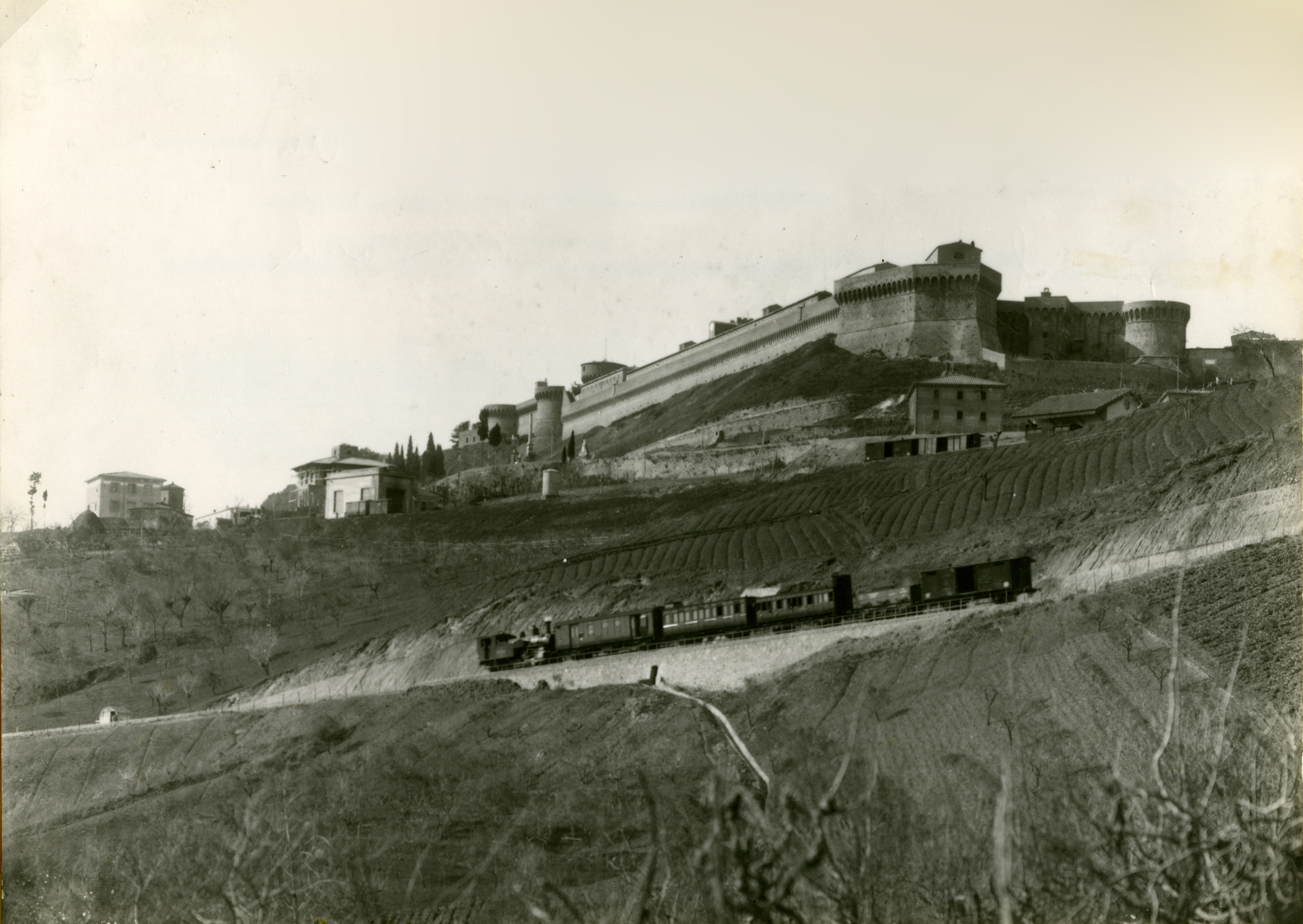
1920 circa - Un convoglio in transito sul tratto Saline-Volterra; sullo sfondo si nota la Fortezza Medicea di Volterra. Più in basso si può scorgere una parte del piazzale della stazione: sulla sinistra sorge la rimessa locomotive; sulla destra sono presenti due carri merci con tetto chiuso e, parzialmente nascosto, il magazzino merci
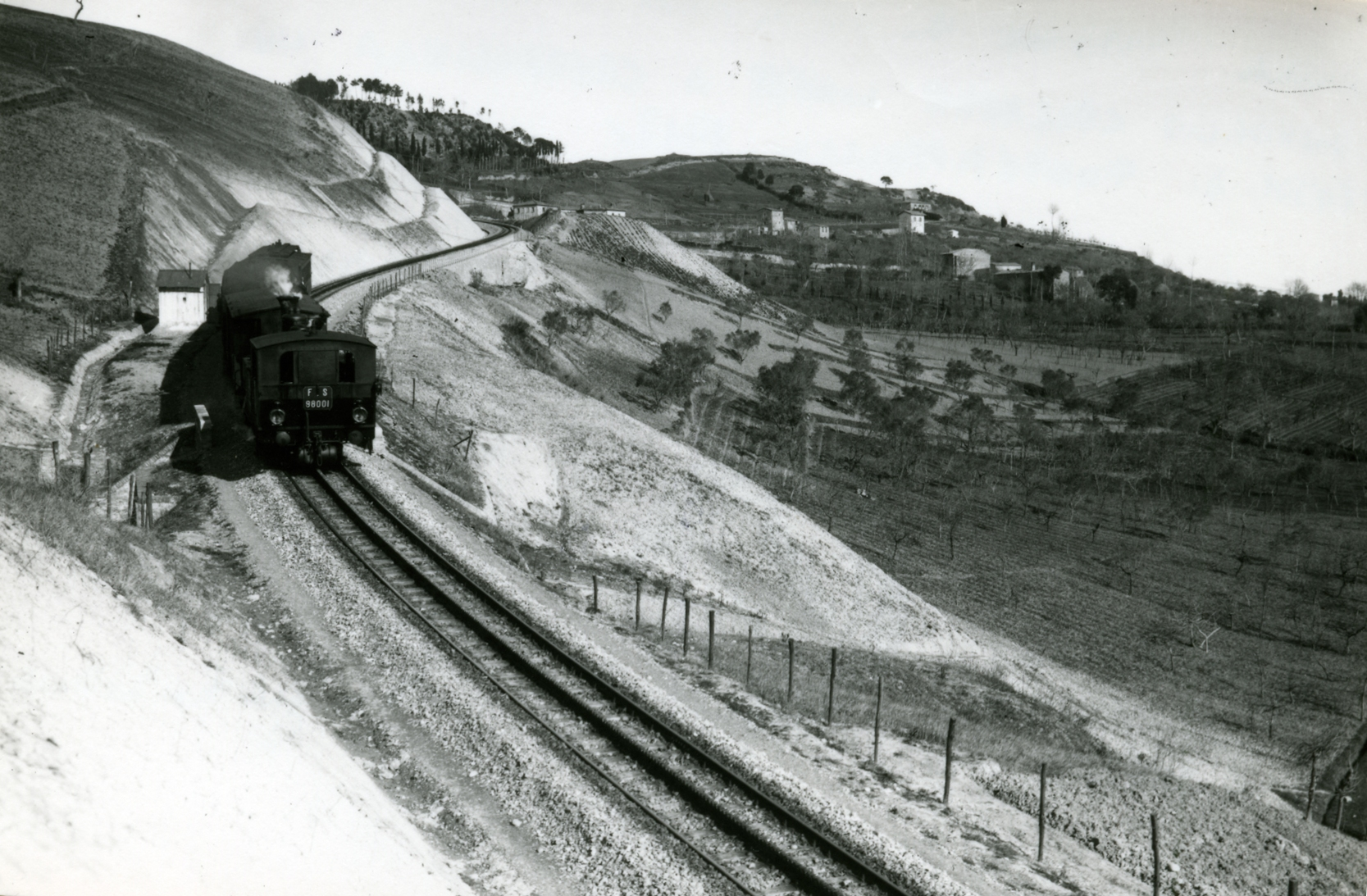
Locomotiva FS 980.001 in transito sul tratto a cremagliera, nel 1912

### Declino

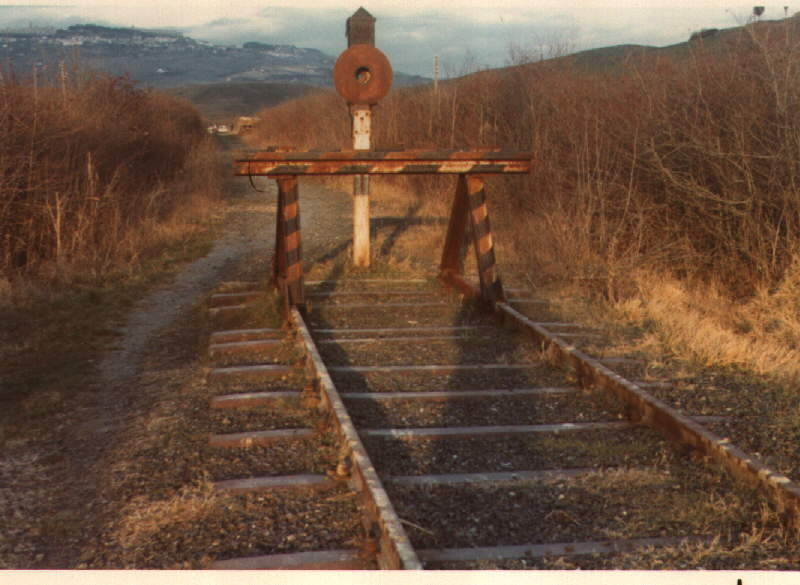
1972 - Il termine della linea Saline-Volterra, in prossimità dell'abitato di Saline

Con il passare degli anni, tuttavia, il costante sviluppo dei mezzi di trasporto rese la trazione a vapore sempre più inadeguata a soddisfare le crescenti esigenze di mobilità. Sull'altra ferrovia a cremagliera gestita dalle Ferrovie dello Stato, la ferrovia Paola-Cosenza, vennero progressivamente adottate le locomotive gruppo 981 nel 1922, le automotrici a nafta ALn 56 nel 1936 e le automotrici ALn 64 nel 1955; nessun provvedimento analogo fu adottato sulla ferrovia Cecina-Volterra, sulla quale continuarono a circolare le ormai obsolete locomotive gruppo 980. Di conseguenza, la linea cominciò ad accusare la concorrenza del trasporto su gomma, che riusciva a collegare Saline con Volterra in circa quindici minuti contro i tre quarti d'ora del treno.
La ferrovia superò gli eventi della seconda guerra mondiale senza riportare gravi danni, ma il suo declino era ormai irreversibile: gli elevati tempi di percorrenza, il mancato ammodernamento dei rotabili, l'assenza di elettrificazione, gli elevati costi di manutenzione a causa dell'instabilità dei terreni e la sempre più forte concorrenza del trasporto su strada minavano l'esistenza stessa della tratta Saline-Volterra, che venne chiusa il 21 novembre 1958, soppressa l'anno seguente e in seguito disarmata.
La soppressione del binario per Volterra ridusse di conseguenza il traffico passeggeri sulla restante tratta Cecina-Saline, ma il movimento merci mantenne in un primo momento i volumi antecedenti la chiusura, salvo poi contrarsi anch'esso nei decenni successivi. Negli anni Ottanta del XX secolo la linea fu sottoposta a lavori di ammodernamento che comportarono la sostituzione dei binari e l'installazione di una nuova segnaletica, ma il trasporto di merci si era intanto ridotto ai minimi termini e finì per essere soppresso negli anni Novanta, con la ferrovia che veniva oramai considerata un "ramo secco".

### Anni Novanta e Duemila: i treni storici ed il tentativo di recupero
Dagli anni Novanta la linea, interessata da un modesto traffico passeggeri, venne servita giornalmente da quattro coppie di treni regionali circolanti nei soli giorni feriali. Inoltre, tali corse non venivano effettuate durante il periodo natalizio e durante il periodo estivo. L'esercizio sulla direttrice Cecina-Saline divenne a spola e pertanto tutte le stazioni della ferrovia – ad eccezione di quella di Cecina – vennero trasformate in fermate. A partire dagli anni Novanta la ferrovia iniziò ad essere percorsa periodicamente da treni storici.
Nel 1999 una piena del torrente Rialdo compromise la stabilità del ponte ad est della fermata di Riparbella. In via provvisoria il ponte venne sostituito da una travatura metallica provvisoria sulla quale venne posto il limite di 10 km/h, mentre i lavori di ripristino dell'infrastruttura sono stati ultimati soltanto nel 2013. Nel 2007 vennero definitivamente rimosse le sbarre del dismesso passaggio a livello nelle vicinanze della stazione di Saline, nel punto in cui aveva inizio il tratto diretto a Volterra dismesso nel 1958. Presso il termine della linea, a ridosso del suddetto passaggio a livello, le rotaie hanno mantenuto la singolarità di essere armate con traversine in ferro.
Il 29 marzo 2010 venne firmato un protocollo d'intesa tra i comuni della Val di Cecina, insieme alla Cassa di Risparmio di Volterra e alla Fondazione Cassa di Risparmio di Volterra, indirizzata a rilanciare e valorizzare la ferrovia. Nei primi mesi dell'anno seguente Rete Ferroviaria Italiana, gestore della linea, operò il restauro della stazione di Saline richiesto dall'amministrazione comunale di Volterra, la quale ha in seguito avviato le procedure per prenderla in gestione e convertirla a sede di associazioni locali.

### La sospensione temporanea
Nell'estate del 2012 divenne operativa una sospensione de facto del servizio, forzata dalla mancanza di materiale rotabile da impiegare sulla linea a disposizione del deposito locomotive di Pisa. In ossequio al giudizio di RFI, che riteneva non conveniente una regolare ripresa del servizio passeggeri, il 9 settembre 2013 Trenitalia lo soppresse ufficialmente sostituendolo con autocorse. Il 16 dicembre seguente, su pressione di alcuni comitati locali e soprattutto dell'Amministrazione comunale, la ferrovia venne riaperta con una cerimonia di inaugurazione tenutasi il 14 dicembre 2013 con l'impiego della automotrice FS ALn 772-3265.
Nel 2016 sulla linea vennero effettuati diversi interventi, per un costo di 7 milioni di euro, che riguardarono il rinnovo dell'armamento, della massicciata e dei cavi di alimentazione. Tali lavori di efficientamento consentirono di aumentare leggermente la velocità massima in linea e diminuire i tempi di percorrenza a 33 minuti, 3 in meno dei bus sostitutivi.
A seguito dell'emergenza sanitaria dovuta alla diffusione del virus SARS-COVID 19, nel marzo 2020 venne disposta la chiusura della linea per tutta la durata dello stato di emergenza nazionale. Da tale data la linea risulta sospesa a tempo indeterminato ed il suo servizio viene effettuato permanentemente con bus, nonostante i molteplici lavori di manutenzione eseguiti su tutta la linea nel corso dell'estate del 2021.

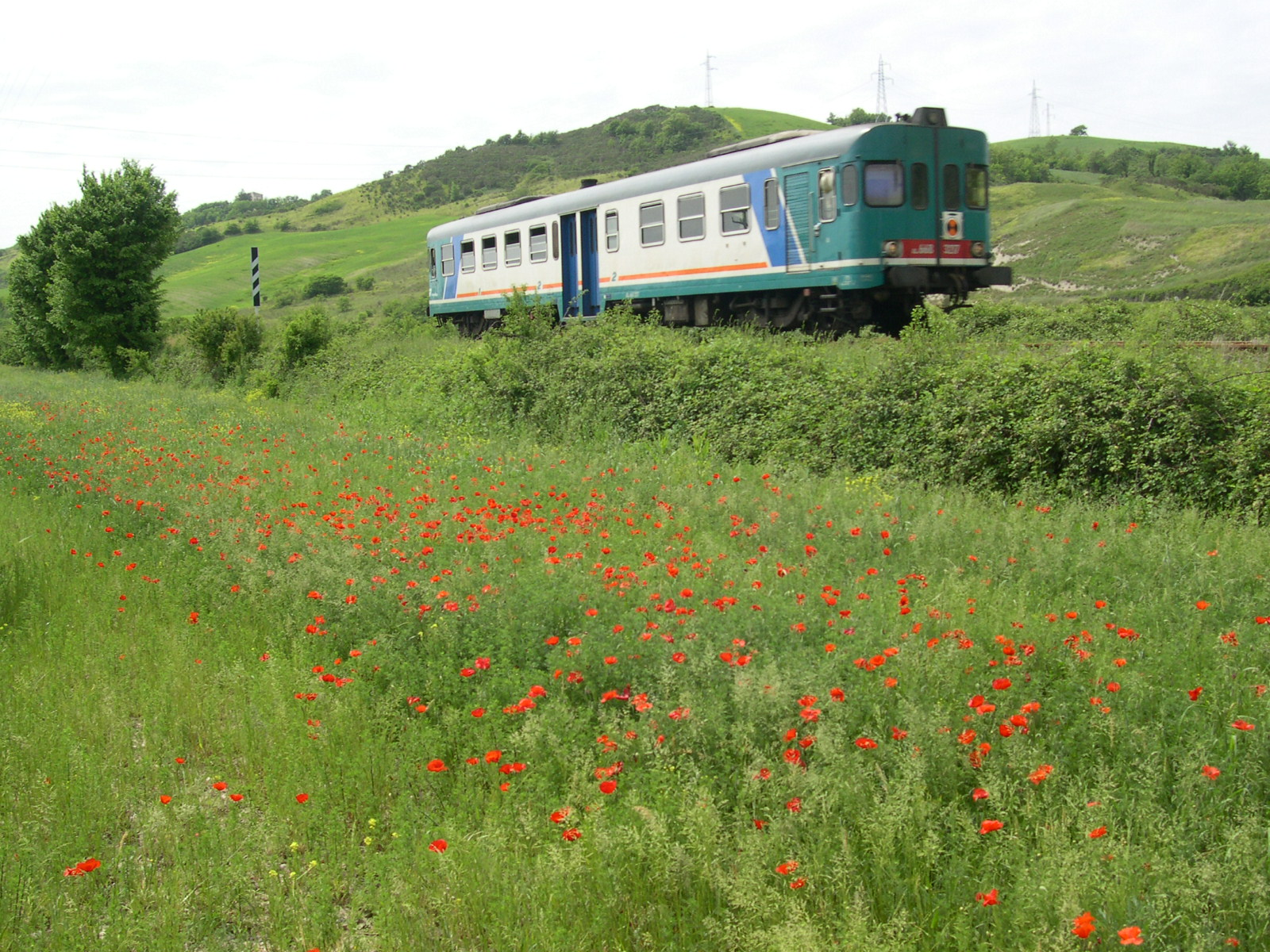
9 maggio 2003 - Il treno regionale 6947, svolto con la ALn 668-3127, diretto a Saline di Volterra
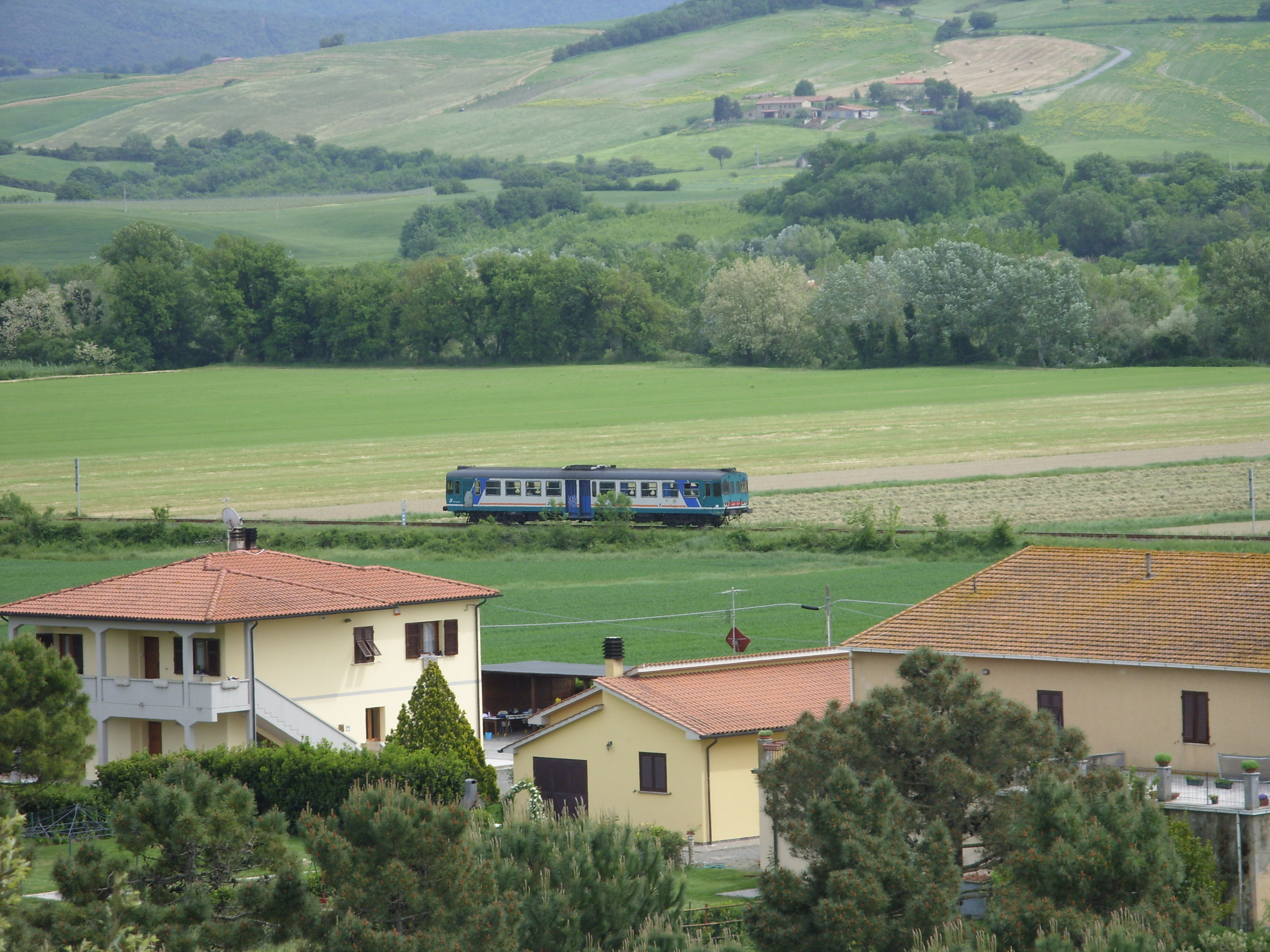
9 maggio 2009 - Una ALn 663 in transito presso Casino di Terra
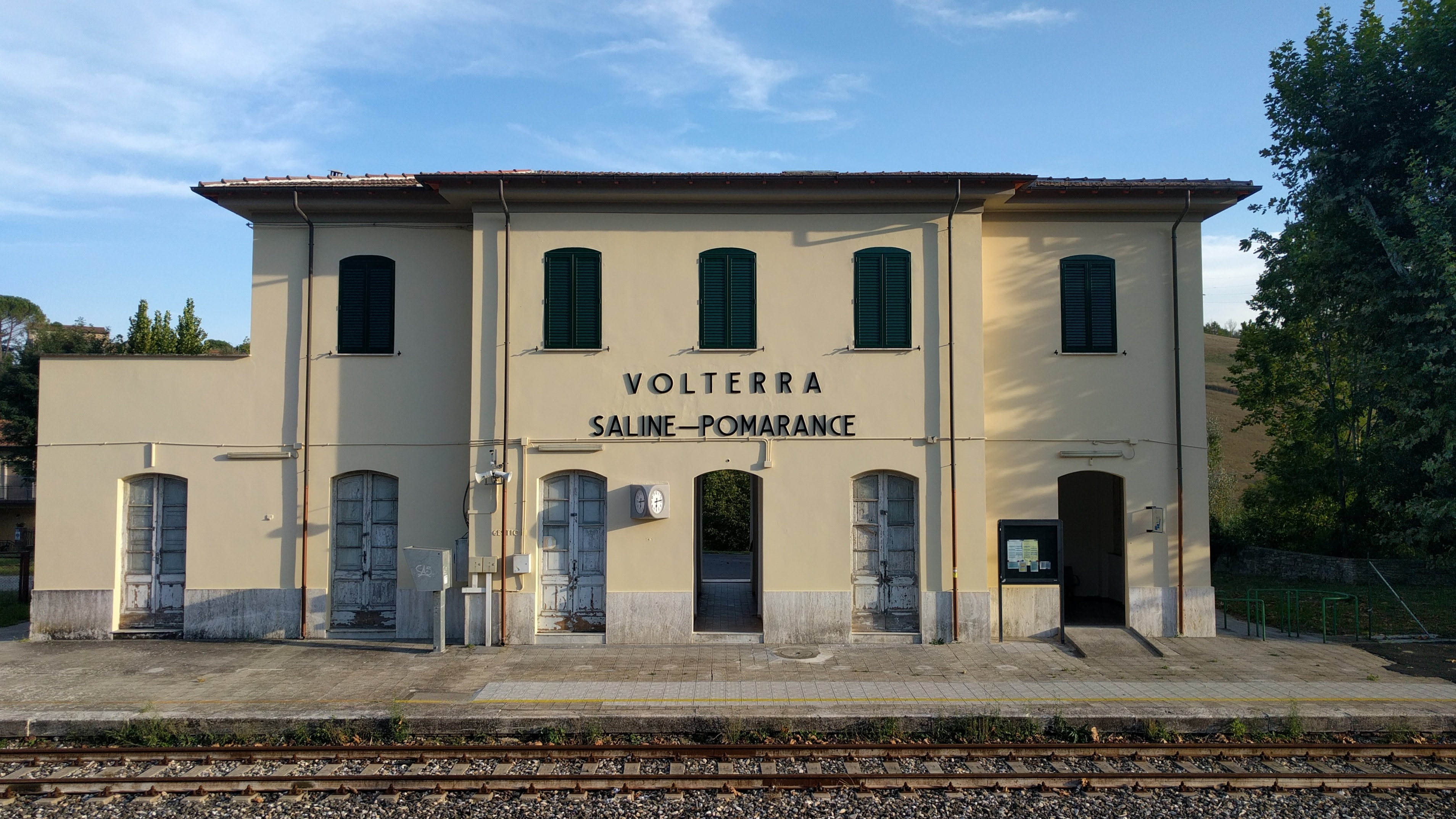
10 settembre 2018 - Il fabbricato viaggiatori della stazione di Volterra-Saline-Pomarance

### Stato attuale e prospettive future
Sebbene sia funzionante e consenta la marcia dei treni in sicurezza, la linea risulta senza traffico dal 2020. Tuttavia, per la sua valenza sia storica che trasportistica, se ne auspica da tempo la riapertura e il potenziamento.
Nel novembre 2022 i comuni di Pisa, Cecina e Volterra hanno espresso parere favorevole non solo alla riattivazione della tratta Cecina-Saline ma anche al suo prolungamento fino a Volterra, così com'era fino al 1958, allo scopo di incentivare la mobilità su ferro tra la costa e la Val di Cecina e dare così nuova linfa alla vecchia ferrovia. In questo modo, secondo il progetto, si collegherebbe direttamente Pisa con Volterra, famosa città storica che ogni anno accoglie flussi consistenti di turisti.

Nel settembre 2023 sono iniziati i lavori di pulizia del sedime ferroviario nel tratto Volterra-Saline da parte di RFI su commissione di Fondazione FS, al fine di valutare la recuperabilità del tracciato ai fini della ricostruzione del tratto. Oltre alla pulizia del sedime, particolarmente in prossimità delle stazioni di Saline di Volterra e di Volterra, del regresso e del tratto immediatamente precedente il ponte doppio di San Lazzaro, i tecnici di RFI hanno effettuato lo sbancamento ed il ripristino provvisorio del tratto oggetto di dissesto, mostrando che la sede ferroviaria non era franata a valle, bensì nel tempo è stata ricoperta da una coltre di detriti distaccatasi dal versante al di sopra del tratto. Nell'agosto del 2024, una nota del consigliere provinciale Paolo Moschi rende noto che "il Ministero delle infrastrutture e dei trasporti, in accordo con la Regione Toscana, ha accolto la richiesta di inserimento della tratta ferroviaria Saline di Volterra- Volterra tra quelle ad uso turistico e da ricostruire." Il Ministero dei Trasporti, nel dicembre del medesimo anno, non ha solamente confermato la possibilità di inserire la linea nell'elenco sopra citato, ma ha anche richiesto a RFI e a Fondazione Ferrovie dello Stato una relazione sullo stato della linea e una stima parametrica del costo per la ricostruzione. 

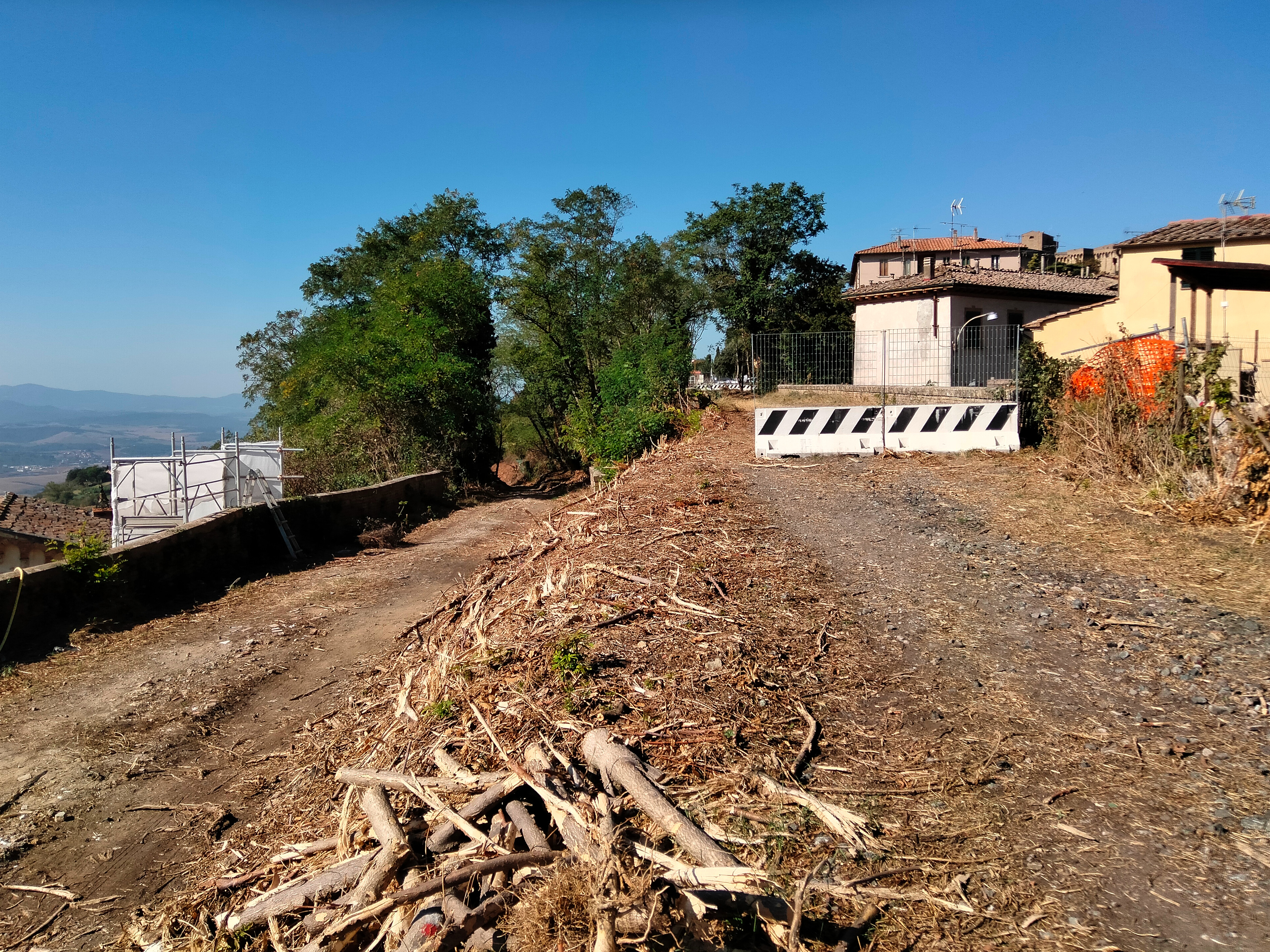
29 settembre 2023 - Pulizia del ponte doppio di San Lazzaro
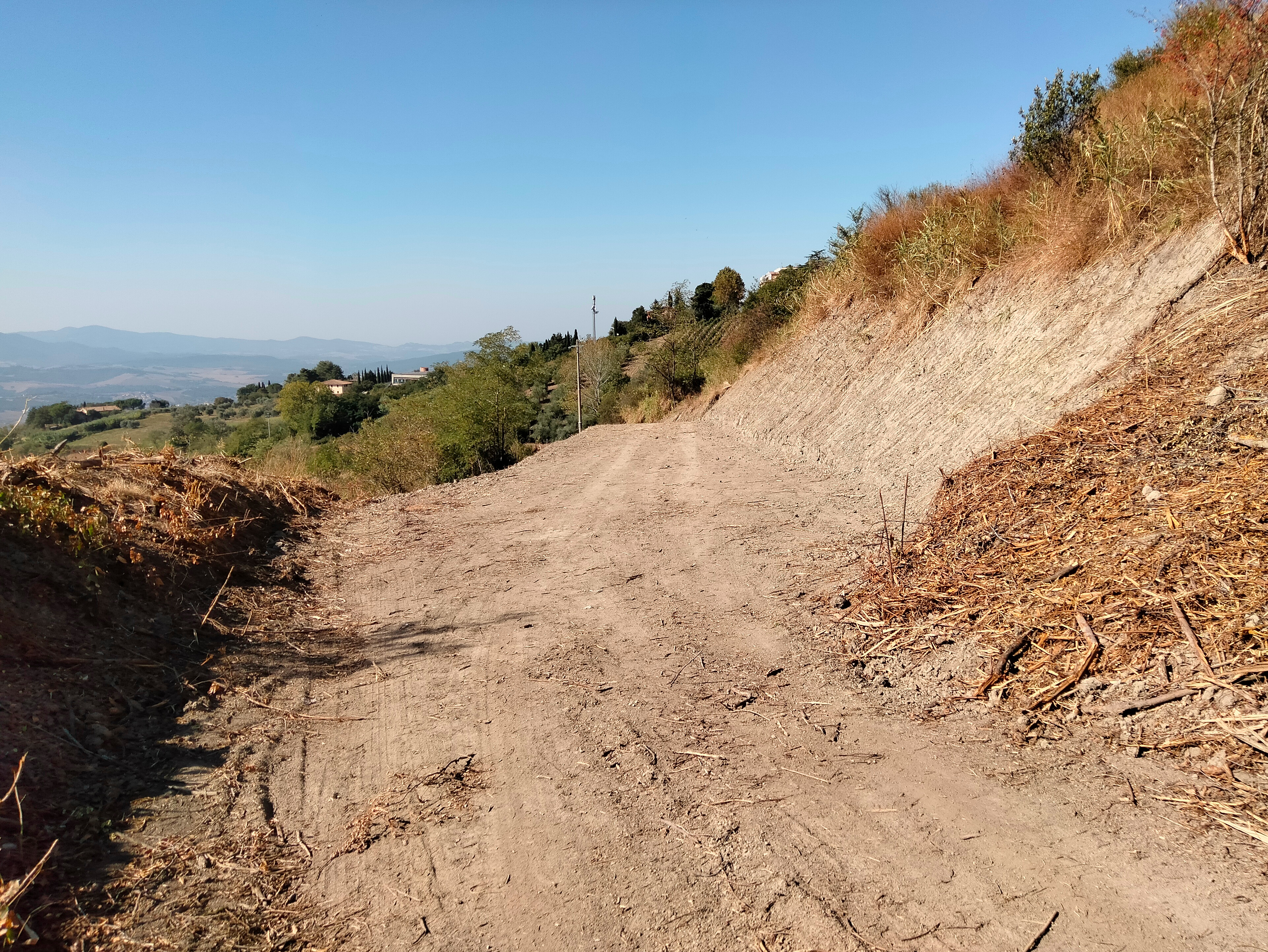
29 settembre 2023 - Pulizia del tratto franato
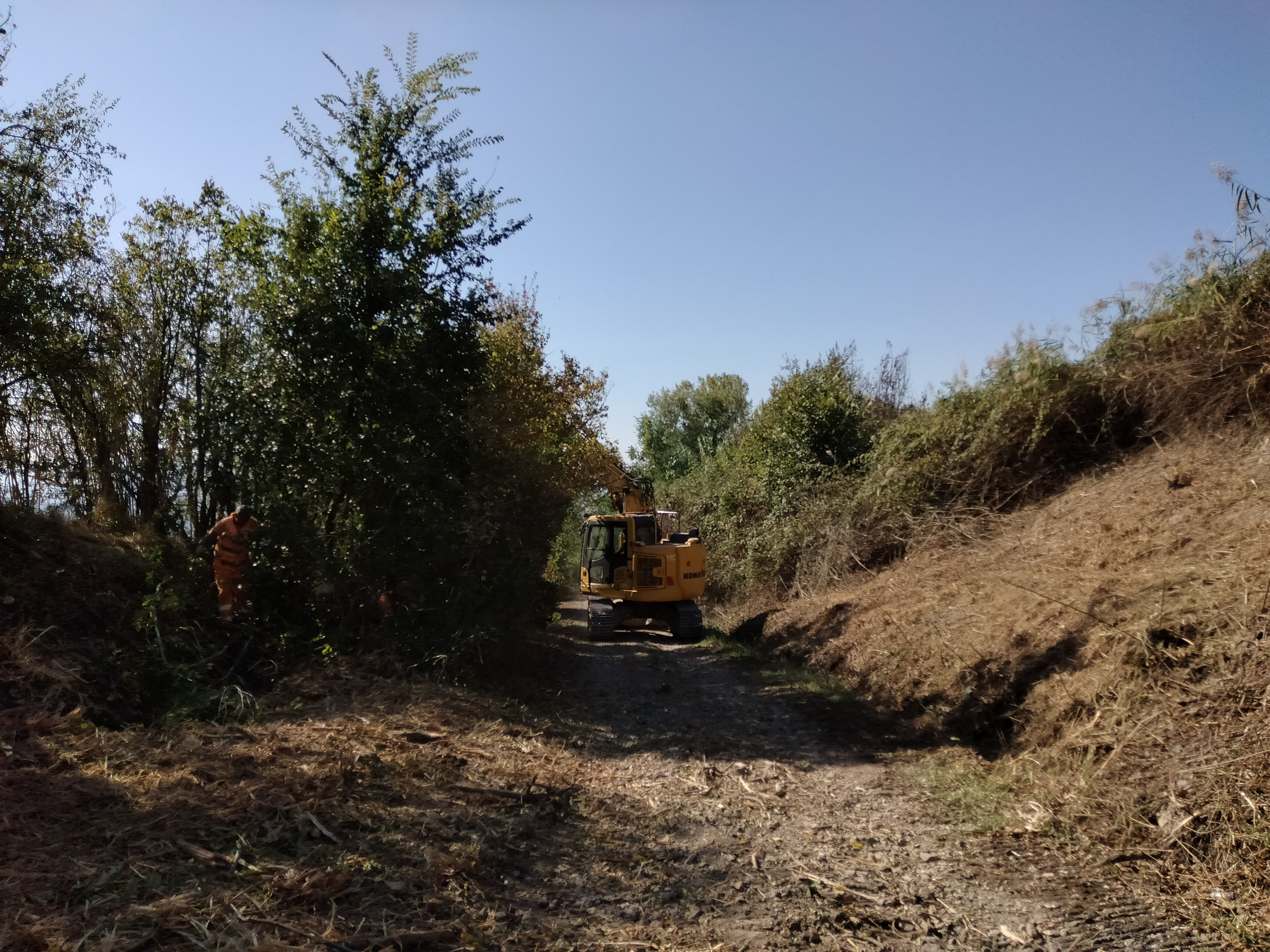
29 settembre 2023 - escavatore al lavoro durante la pulizia del sedime

## Caratteristiche
La linea è interamente a semplice binario, non elettrificata, e attrezzata con SSC. L'esercizio, controllato in telecomando dal Dirigente Centrale Operativo di Pisa (che può delegarlo per necessità al Dirigente Movimento di Cecina instaurando un esercizio a dirigenza unica), avviene a spola, pertanto lungo tutta la linea ci può essere un solo treno. L'intera linea compone un'unica sezione di blocco.

### Percorso
| Continuation backward |

| Station on track |

|  | Unknown route-map component "eABZg+l" | Unknown route-map component "exKINTeq" |

| Unknown route-map component "hKRZWae" |

|  | Unknown route-map component "ABZgl" | Unknown route-map component "CONTfq" |

| Unknown route-map component "HSTeBHF" + Unknown route-map component "lBST" |

| Unknown route-map component "HSTeBHF" + Unknown route-map component "lBST" |

| Unknown route-map component "exCONTgq" | Unknown route-map component "eABZgr" |  |

| Unknown route-map component "HSTeBHF" + Unknown route-map component "lBST" |

| Unknown route-map component "exBHF+KHSTe" + Unknown route-map component "lBST" |

| Unknown route-map component "exENDE" |

| Unknown route-map component "exSTR+Za" |

|  | Unknown route-map component "exSTR+Z" | Unknown route-map component "exKBHFa" |

|  | Unknown route-map component "exSTR+Ze" | Unknown route-map component "exSTR" |

|  | Unknown route-map component "exKRWl" | Unknown route-map component "exKRWg+r" |

|  |  | Unknown route-map component "exENDEe" |

La strada statale 68 entra a Volterra da est sottopassando due alti ponti ad arco in borgo San Lazzaro. Fino al 1958 su questi ponti transitavano i treni della direttrice Saline-Volterra: provenendo da Colle di Val d'Elsa, il primo ponte che s'incontra era attraversato dai convogli da e per Saline, mentre il secondo era attraversato da quelli diretti alla vicina stazione di Volterra. Sulla destra dei suddetti ponti si trovava il ramo comune del regresso, la cui sede è tutt'oggi rintracciabile.
Nonostante il completo abbandono dell'infrastruttura sin dalla sua dismissione, il sedime della tratta Saline-Volterra è pressoché intatto e quasi interamente percorribile, eccezion fatta per un breve tratto situato quasi sulla sommità, poco prima dei ponti su borgo San Lazzaro, dove una frana ha interrotto il tracciato per un centinaio di metri. In località Fontepippoli, nei pressi della sopracitata interruzione del sedime, è tuttora visibile un imponente manufatto in pietra a tre arcate, elevato durante la realizzazione della ferrovia allo scopo di arginare i frequenti smottamenti del terreno che si verificavano già in fase di costruzione della linea.
Il fabbricato viaggiatori della stazione di Volterra è esistente ed è stato riconvertito a sede locale del Consorzio Pisano Trasporti. Il piazzale adiacente al fabbricato viaggiatori è oggi utilizzato come parcheggio, mentre al posto delle banchine è stato realizzato un eliporto. Sono inoltre ancora visibili il piano caricatore del magazzino merci ormai demolito e, dietro a un moderno capannone utilizzato come officina per gli autobus, i resti del deposito locomotive. Durante lo smantellamento del binario tra Saline e Volterra fu deciso di lasciare un breve tratto di rotaia oltre la stazione di Saline, da utilizzare come asta di manovra. In questo punto le traversine del binario non sono in cemento, bensì in ferro.
Lungo la tratta Saline-Volterra dei quattro caselli esistenti, solo quello in prossimità del regresso di Volterra è ancora abitato; gli altri sono invece lasciati all’incuria del tempo.